# Ratko Mladić
Ratko Mladić (szerb cirill írással: Ратко Младић, 1942. március 12. –) boszniai szerb katonatiszt, háborús bűnös, a srebrenicai tömeggyilkosság fő felelőse. 2017-ben a Nemzetközi Törvényszék népirtásért, emberiesség elleni és háborús bűncselekményekért és más bűncselekményeiért életfogytig tartó szabadságvesztésre ítélte.

## Származása és katonai karrierjének kezdete
Božinovići településen született, Bosznia-Hercegovina területén. Apját, Neđo Mladić kommunista partizánt 1945-ben a nácibarát horvát usztasák ölték meg. 1961-ben lépett be a hadseregbe, tanulmányait kimagasló eredménnyel végezte. Első állomáshelye Szkopje volt, ahol az általa vezetett alakulat legfiatalabb tagja volt. A katonai ranglétrán fokozatosan haladt előre.

## Szerepe a délszláv háborúkban
1991 júniusában érkezett Kninbe, a Jugoszláv Néphadsereg (JNA, Jugoslovenska narodna armija) 9. század parancsnokaként. A horvátok elleni harcokban 1991. október 4-én főparancsnok lett. 1992. május 9-én átvette Szarajevóban a főparancsnoki tisztséget a 2. hadseregben. Három nappal később megbízták a Boszniai Szerb Köztársaság hadseregének megteremtésével. 1994. június 24-én előléptették főparancsnoknak.

## A srebrenicai tömeggyilkosság
1995 júliusában neki volt a legnagyobb szerepe a srebrenicai mészárlásnál. Az irányítása alatt álló csapatok elfoglalták az ENSZ védelme alatt álló várost, ahonnan a jelen lévő holland békefenntartók távoztak. A nőket a férfiaktól különválasztották és bosnyák területekre szállították. A vád szerint ezután Mladić utasítására 8000 muzulmán férfit és kisfiút lőttek agyon. Az elkövetett kegyetlenkedésekről videófelvételek is készültek, illetve a tömegsírok feltárása nyomán is rekonstruálhatóak voltak az események. Ez volt a legnagyobb népirtás Európában a II. világháború óta.

## Bujkálás
1996. november 9-én Biljana Plavšić a Boszniai Szerb Köztársaság elnöke menesztette Mladićot a hadsereg éléről. Háborítatlanul élt Szerbiában Slobodan Milošević rendszerének 2000-ben bekövetkezett bukásáig. Ekkortól bujkálni kényszerült az ellene kiadott nemzetközi körözés miatt.
Bujkálása idején egyre nagyobb nyomás nehezedett Szerbiára, hogy állítsa bíróság elé vagy adja ki a nemzetközi közösségnek a háborús és emberiség elleni bűnöket elkövetett politikusokat, katonai parancsnokokat. 2001. április 1-jén Miloševićet Belgrádban letartóztatták, majd 2001 júniusában Hágába szállították, hogy a Hágai Nemzetközi Törvényszék (ICTY) előtt feleljen tetteiért. 2008. július 21-én a boszniai szerb köztársaság elnökét, Radovan Karadžićot is elfogták Szerbiában, aki ugyancsak részese volt a Mladić által elkövetett srebrenicai vérengzésnek. Mladićot azonban nem fogták el, sőt évekkel később előkerült videófelvételek tanúsága szerint még nyilvános eseményeken (családi esküvőn, temetésen, keresztelőn) is részt vett.

## Elfogása

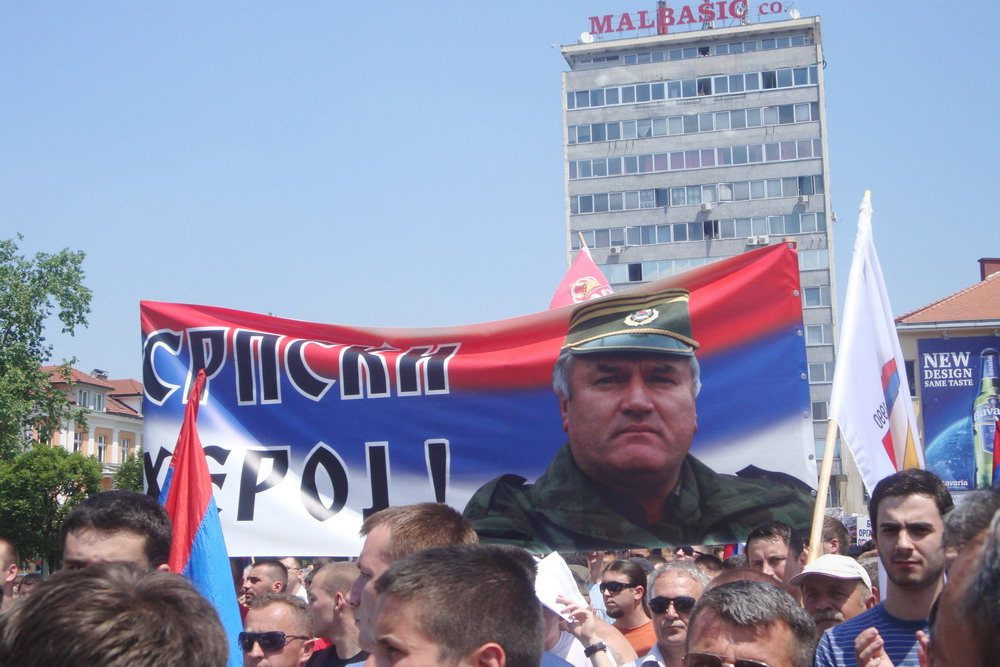
Mladić letartóztatása elleni tüntetések (Banja Luka, 2011)

2011. május 26-án, miután egy évtizedig bujkált, a szerb hatóságok elfogták a vajdasági Lázárföldön. Az első sajtóhírek szerint elfogásakor Milorad Komadić névre kiállított hamis igazolvány volt nála. Belgrád azóta cáfolta ezt az értesülést, Ivica Dačić belügyminiszter személyesen erősítette meg, hogy Mladić a saját, időközben lejárt érvényességű igazolványával rejtőzködött. Mladićot a szerb hatóságok kiadták a Hágai Nemzetközi Törvényszéknek és 2011. május 31-én a hágai börtönbe szállították.

## Ítélet
2017. november 22-én a hágai Nemzetközi Bíróság életfogytiglani börtönbüntetésre ítélte. Az ítélet elleni 2018-ban benyújtott fellebbezését 2021. június 8-án elutasították.

## Külső hivatkozások
- Már csak egy maradt – Index-cikk, 2008. július 22.